# Auwers (cráter)
Auwers es un pequeño cráter de impacto lunar que se encuentra en la cordillera Montes Haemus, en el borde sur del Mare Serenitatis. Se halla al sureste del cráter Menelaus.
|  |

El borde irregular de Auwers tiene una brecha en su lado norte-noroeste, lo que permitió a la lava fluir hasta el fondo del cráter e inundar el interior.

## Cráteres satélite

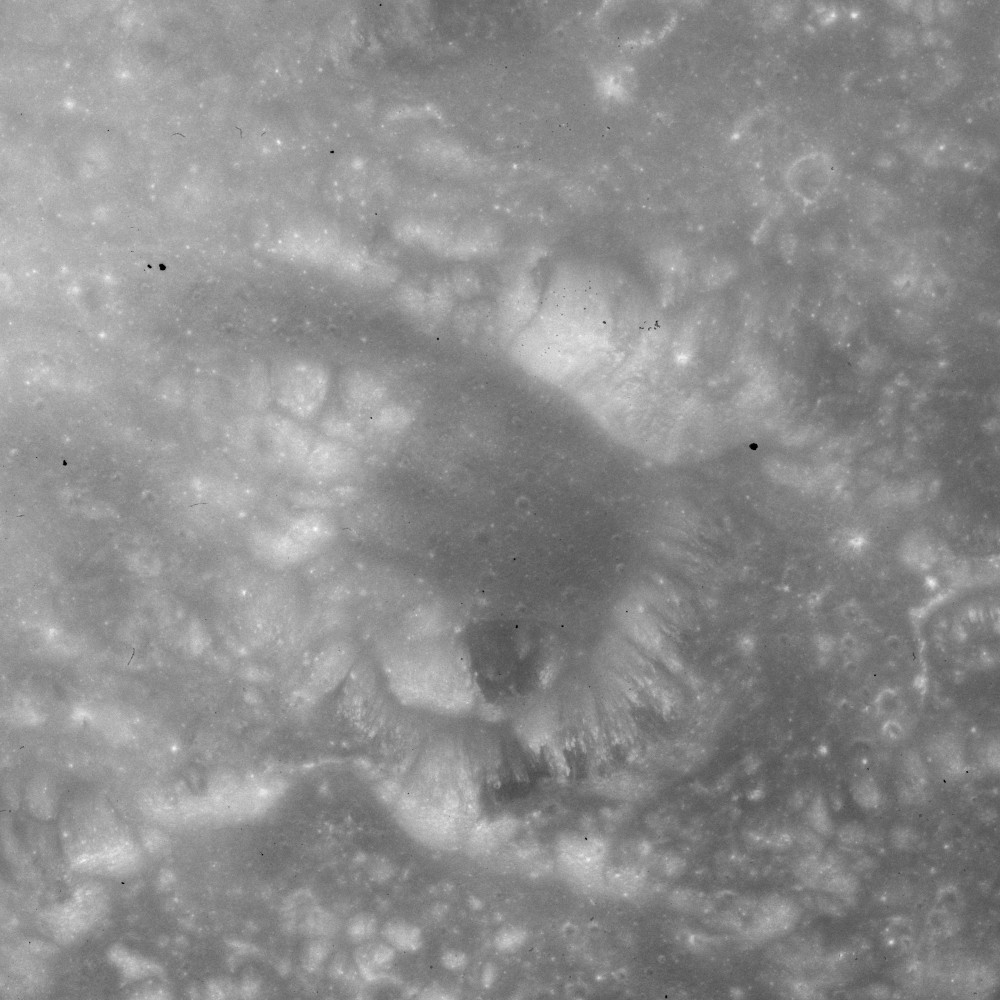
Fotografía de la misión Apolo 15

Por convención estos elementos son identificados en los mapas lunares poniendo la letra en el lado del punto medio del cráter que está más cerca de Auwers.
|        | \| Auwers \| Coordenadas \| Diámetro \| \| ------ \| ---------------------------- \| -------- \| \| A \| 13°48′N 18°18′E / 13.8, 18.3 \| 8 km \| |          |
| Auwers | Coordenadas | Diámetro |
| A      | 13°48′N 18°18′E / 13.8, 18.3 | 8 km     |